# Pedro Campos Calvo-Sotelo
Pedro Campos Calvo-Sotelo (Cuntis, Pontevedra, 6 de marzo de 1950) es un regatista español. Desde 1999 es el presidente del Real Club Náutico de Sanxenxo y director deportivo del equipo Team Telefónica. 
Comenzó a navegar con su padre, Marcial Campos, en un galeón de la ría de Arosa. Se adjudicó su primer título nacional en la clase Snipe en 1968, en categoría juvenil, y su primer cetro mundial llegó en Mónaco, cuando venció el Mundial de Vaurien de 1976.
Es el único patrón en la historia de la vela mundial que ha conseguido cinco campeonatos del mundo consecutivos -dos de ellos en el mismo año, 1992, y en clases diferentes-. Fue el patrón del primer equipo español que participó en Copa América, en la edición de 1992, con el equipo Desafío Español del Monte Real Club de Yates. Además, ganó con el Bribón Telefónica Movistar la regata offshore en la Admiral’s Cup de 2003, acabando la competición como el mejor español clasificado en la historia de la Admiral’s Cup con un segundo puesto. En 2004, Campos inició el proyecto del equipo Movistar para la Volvo Ocean Race 2005-06, repitiendo con éxito en la edición 2008-09. Pedro Campos fue además el patrón del “Telefónica negro” en las regatas inshore de dicha competición.

## Premios, reconocimientos y distinciones
Durante todo este tiempo, Pedro Campos ha recibido numerosos premios y condecoraciones, entre los que destacan la Medalla de Plata de Galicia 1992; la Medalla de Oro de la Real Orden del Mérito Deportivo (máxima distinción deportiva en España), el Premio Nacional al Mejor Regatista en 1999; el premio especial da Real Federación Española de Vela en el mismo año; el Premio Nacional al Equipo del Año en 2000 y 2001; el Premio Nacional de Vela como mejor patrón en 2002 y la Orden al Mérito Olímpico; Medalla Castelao 2003. Destacan:
- Medalla de Plata de la Real Orden del Mérito Deportivo, otorgada por el Consejo Superior de Deportes (1994).[4]
- Medalla de Oro de la Real Orden del Mérito Deportivo, otorgada por el Consejo Superior de Deportes (2002).